# The Science Fiction Hall of Fame Volume 1
The Science Fiction Hall of Fame, Volume One è una raccolta di racconti di fantascienza di diversi autori pubblicata nel 1971 dalla casa editrice Doubleday.
L'opera ripropone 26 racconti pubblicati tra il 1934 e il 1963, dei quali 12 apparsi sulla famosa rivista di fantascienza Analog Science Fiction and Fact.
L'introduzione è a cura di Robert Silverberg, l'insieme dell'opera ha valso a Silverberg il Premio Locus per la miglior raccolta nel 1971.
È generalmente considerato una delle migliori antologie di fantascienza. L'autore Lester del Rey ha dichiarato che l'opera "è all'altezza del suo titolo", riferendosi al vanto del volume di contenere "Le più grandi storie di fantascienza di tutti i tempi".
Nel 1973 l'antologia ha avuto un sequel curata da Silverberg e Ben Bova The Science Fiction Hall of Fame, Volume Two: The Greatest Science Fiction Novellas of All Time. Sono stati pubblicati ulteriori volumi, composti dai primi vincitori del premio Nebula, allontanandosi così dal concetto originale di pre-Nebula.

## Storia
Dopo la creazione della Science Fiction Writers of America (SFWA), il segretario-tesoriere del gruppo, Lloyd Biggle Jr., suggerì la creazione di un premio, che sarebbe stato finanziato da un'antologia annuale. A differenza del pre-esistente Premio Hugo, i premi Nebula sarebbero stati selezionati dai professionisti che erano membri del gruppo. Nel 1966 durante il primo evento della SFWA Nebula Conference, il 1966 Nebula Award Weekend, furono annunciati i primi vincitori:
Dune di Frank Herbert nella categoria miglior romanzo;
Peste Suina di Brian Aldiss  ex aequo con He Who Shapes di Roger Zelazny  per la categoria miglior romanzo breve
Le porte del suo viso, i fuochi della sua bocca di Roger Zelazny  per la categoria miglior racconto
«Pentiti Arlecchino!» disse l'uomo del tic-tac di Harlan Ellison  per la categoria miglior racconto breve
Le piccole quote annuali dell'organizzazione richiedevano pochi soldi e non abbastanza per compensare i bisogni dell'organizzazione. Già esperto di antologia, Damon Knight si avvicinò alla Doubleday per mettere insieme un'antologia con le opere nominate per quell'anno: pubblicato nel 1966, Nebula Award Stories 1965 presentava i vincitori del 1966 e molti dei candidati.
Nel 1967, Knight abbandonò il suo ruolo di leader in SFWA, continuando la sua carriera con la serie di antologie, Orbit. L'autore Robert Silverberg lo sostituì, supervisionando un'organizzazione che ora comprendeva 300 membri. La minima quota associativa di SFWA ha causato al gruppo problemi finanziari continui, e in risposta, Silverberg ha contattato l'allora editore di fantascienza della Doubleday, Larry Ashmead, e ha presentato una seconda antologia. Questo libro raccoglierà storie importanti pubblicate prima dell'inizio dei Nebula Awards.
L'idea interessava Ashmead, che offriva un considerevole anticipo di 3000 $ (quasi 29000 $ nel 2013). La metà andrebbe agli autori, con un quarto designato per la tesoreria della SFWA e un altro quarto per Silverberg, che guidò il progetto.
Nel numero di dicembre 1967 sul The SFWA Bulletin, Silverberg ha lanciato un appello per le storie:
Le candidature saranno aperte durante tutto il 1968 per l'antologia SFWA delle classiche storie di fantascienza, che verranno pubblicate l'anno prossimo da Doubleday. Le storie da includere non dovrebbero essere più lunghe di 15.000 parole e devono essere state pubblicate entro il 31 dicembre 1964. I membri possono suggerire qualsiasi numero di storie per l'inclusione, ma non devono nominare il proprio lavoro.Il titolo provvisorio del libro è SCIENCE FICTION HALL OF FAME. Speriamo di migliorarlo prima della pubblicazione, e i suggerimenti per un nuovo nome saranno ricevuti con gratitudine .
Le nomination si sono riversate nel corso del anno successivo, e Silverberg alla fine ha raccolto un elenco di 132 racconti di 76 autori diversi, la prima storia nominata fu The Eternal Man di D. D. Sharp del 1929. Silverberg raccolse le storie in un ballottaggio e definì agli iscritti di SFWA con una scadenza. I membri sono stati incaricati di selezionare 10 storie dalla lista (non più di una storia per autore) assicurandosi di tenere in mente la prospettiva storica. Silverberg sperava che le disposizioni avrebbero aiutato a mettere insieme un'antologia che dimostrasse l'evoluzione del genere.
Silverberg intendeva elencare i primi 15 racconti votati ed aggiungerne quanti più ne poteva contenere il libro. Tuttavia, i racconti rimanenti presentavano alcuni problemi, Ray Bradbury aveva ricevuto nomine per quattro racconti, con la divisione dei voti su tutti e quattro,  Era appena sufficiente per far entrare in lista ognuno di loro. Silverberg si avvicinò a Bradbury e chiese quale dei quattro racconti, l'autore preferisse far apparire nell'antologia. Bradbury ha selezionato Aprile 2000: la terza spedizione, una delle sue storie dalla sua collezione Cronache marziane. I problemi non si fermano qui, tuttavia, l'agente di Bradbury chiese un tasso di 500 $ per l'inclusione della storia, superando di dieci volte il budget di Silverberg. Informato del problema derivato dai fondi a disposizione, Bradbury ha permesso l'inclusione.
Silverberg ha affrontato diversi altri problemi di selezione, Clifford D. Simak aveva ricevuto nomination per due racconti, posizionate una sopra l'altra nella classifica, Simak interpellato da Silverberg indicò Huddling Place, la storia preferita di Simak, e Silverberg la incluse nell'antologia, anche se di fatto fosse la seconda scelta. Arthur C. Clarke è stato l'unico autore ad aver ricevuto due nomination con due diversi racconti tra i primi quindici della lista, Silverberg decise così di rimuovere La stella in favore di I nove miliardi di nomi di Dio, classificatosi 11 ° nella lista.
Un agente che rappresentava sia William Tenn che Roger Zelazny causarono ulteriori problemi. La storia di Tenn, Giochi per bambini ("Child's Play" 1947), originariamente apparso in Astounding Science Fiction, fu inserito nell'antologia. L'agente di Tenn, tutto sommato si rifiutò di concedere i diritti per la pubblicazione del racconto, e Silverberg, impossibilitato a raggiungere un'intesa con Tenn, eliminò dalla lista l'opera.
La storia di Zelazny Una rosa per l'Ecclesiaste è stata una priorità particolare per Silverberg, in quanto era la più recente tra le candidate, dove a giudizio dei votanti ha brillantemente dimostrato l'evoluzione della fantascienza sin dai tempi di Hugo Gernsback e John W. Campbell. Lo stesso agente ha rifiutato di concedere i diritti di pubblicazione del racconto, poiché era già stato ristampato nella collezione di Zelazny, Four for Tomorrow e The Best from Fantasy and Science Fiction: 14th Series, entrambi pubblicati dalla Ace Books. Rivolgendosi direttamente alla casa editrice Silverberg è stato in grado di includere il racconto nell'antologia.

## Elenco dei racconti
- Introduction (The Science Fiction Hall of Fame, Volume I)  di Robert Silverberg (Introduzione, aprile 1970), pag. IX[39]
- Un'odissea marziana di Stanley G. Weinbaum (racconto, A Martian Odyssey, Wonder Stories, giugno 1934), pag.1[40]
- Twilight di John W. Campbell (racconto, Twilight, Astounding Stories, novembre 1934), pag. 24[41]
- Elena di Gioia di Lester del Rey (racconto, Helen O'Loy, Astounding Stories, dicembre 1938), pag. 42[42]
- Rotostrada n. 20 di Robert A. Heinlein (racconto, The Roads Must Roll,  Astounding Stories, giugno 1940), pag. 52[43]
- Piccolo grande dio di Theodore Sturgeon (racconto, Microcosmic God, Austounding Science Fiction, aprile 1941, pag. 87[44]
- Notturno di Isaac Asimov & Robert Silverberg (romanzo, Nightfall, Austouding Science Fiction, settembre 1941), pag. 112[45]
- Le armi di Isher di A. E. van Vogt (racconto, The Weapon Shop, Austouding Science Fiction,  dicembre 1942, pag. 144[46]
- Eran Birbizzi i Borogovi di Henry Kuttner & C. L. Moore (racconto, Mimsy Were the Borogoves, Austouding Science Fiction, febbraio 1943), pag. 180[47]
- Huddling Place (serie City) di Clifford D. Simak (racconto, Huddling Place, Austouding Science Fiction, luglio 1944), pag. 202[48]
- Arena di Fredric Brown (racconto, Arena, Austouding Science Fiction, giugno 1944), pag. 225[49]
- Primo contatto di Murray Leinster (racconto, First Contact, Austouding Science Fiction,  maggio 1945), pag. 250[50]
- Solo una madre di Judith Miller (racconto, That Only a Mother, Austouding Science Fiction, giugno 1948), pag. 279[51]
- I controllori vivono invano di Cordwainer Smith (racconto, Scanners Live in Vain, Fantasy Publishing Company, gennaio 1950), pag. 288[52]
- Aprile 2000: la terza spedizione di Ray Bradbury (racconto, Mars is Heaven, Love Romances Publishing Co., agosto 1948), pag. 320[53]
- La piccola borsa nera di Cyril M. Kornbluth (racconto, The Little Black Bag, Street & Smith Publications, luglio 1950), pag. 336[54]
- Nato d'uomo e di donna di Richard Matheson (racconto, Born of Man and Woman, Fantasy House, luglio 1950), pag. 361[55]
- Le Maschere di Fritz Leiber (racconto, Coming Attraction, World Editions, novembre 1950), pag. 364[56]
- In cerca di Sant'Aquino di Anthony Boucher (racconto, The Quest for Saint Aquin, Henry Holt, novembre 1951), pag. 376[57]
- Tensione superficiale di James Blish (racconto, Surface Tension, Galaxy Publishing Corporation, agosto 1952), pag. 392[58]
- I nove miliardi di nomi di Dio di Arthur C. Clarke (racconto, The Nine Billion Names of God, Ballantine Books, febbraio 1953), pag. 424[59]
- Una vita splendida di Jerome Bixby (racconto, It's a Good Life, Ballantine Books, dicembre 1953), pag. 431[60]
- Le fredde equazioni di Tom Godwin (racconto, The Cold Equations, Street & Smith Publications, agosto 1954), pag. 447[61]
- Fahrenheit, Fahrenheit di Alfred Bester (racconto, Fondly Fahrenheit, Fantasy House, agosto 1954), pag. 470[62]
- Il sistema della dolcezza di Damon Knight (racconto, The Country of the Kind, Fantasy House, febbraio 1956), pag. 488[63]
- Fiori per Algernon di Daniel Keyes (racconto, Flowers for Algernon, Mercury Press, aprile 1959), pag. 500[64]
- Una rosa per l'Ecclesiaste di Roger Zelazny (racconto, A Rose for Ecclesiastes, Mercury Press, novembre 1963), pag. 526[65]

## Edizioni
- (EN) Robert Silverberg, The Science Fiction Hall of Fame, Volume One, I ed., Doubleday, aprile 1970, OCLC 317701948.[66]
- (EN) Robert Silverberg, The Science Fiction Hall of Fame, Volume One, I ed., Doubleday/SFBC, maggio 1970, OCLC 37684077.[67]
- (EN) Robert Silverberg, The Science Fiction Hall of Fame, Volume One, I ed., Avon, luglio 1971, OCLC 28817393.[68]
- (EN) Robert Silverberg, The Science Fiction Hall of Fame, Volume One, I ed., Sphere, 1972, OCLC 810513591.[69]
- (DE) Robert Silverberg, Galerij der Giganten 1, I ed., Elsevier, 1976, ISBN 978-90-10-01550-1.[70]
- (EN) Robert Silverberg, The Science Fiction Hall of Fame, Volume One, I ed., The Easton Press, 2001.[71]
- (EN) Robert Silverberg, The Science Fiction Hall of Fame, Volume One 1929 - 1964, I ed., Tor, febbraio 2003, ISBN 978-0-7653-0536-7.[72]
- (EN) Robert Silverberg, The Science Fiction Hall of Fame, Volume One 1929 - 1964, I ed., Orb, febbraio 2005, ISBN 978-0-7653-0537-4.[73]
- (DE) Robert Silverberg, The Science Fiction Hall of Fame, Die besten Storys 1934-1948, I ed., Golkonda, 29 febbraio 2016, ISBN 978-3-944720-55-5.[74]

### Annotazioni
1. ↑  originariamente fu pubblicato in due parti tra il 1963 e il 1965 sulla rivista Analog (ex Astounding Magazine), rispettivamente con i titoli di Dune World e The Prophet of Dune,[15] e successivamente apparso per la prima volta in volume nello stesso anno 1965 col suo titolo definitivo, la versione votata dalla giuria sarà proprio quest'ultima, prodotta dalla Chilton Books. Si aggiudicherà anche il premio Hugo[16] lo stesso anno.
2. ↑  Noto in Italia anche con il titolo di L'albero della vita[17] L'opera di Aldiss sarà un tributo al famoso padre della fantascienza H. G. Wells, e la storia lo vedrà anche comparire in un cameo, inoltre l'uscita del romanzo celebrerà il centenario della nascita dello scrittore inglese.[18][19]
3. ↑  Vincitore su un totale di otto candidature in ex aequo con Brian Aldiss. Zelazny inoltre otterrà il "premio Nebula per il miglior racconto" lo stesso anno con Le porte del suo viso, i fuochi della sua bocca, imponendosi sui diciotto candidati. He Who Shapes verrà ripubblicato l'anno successivo in una versione ampliata dal titolo Il Signore dei sogni[20] (originariamente presentato con il titolo di The Ides of Octember)[21][22][23].
4. ↑  Particolare successo tra gli elettori avrà invece Le porte del suo viso, i fuochi della sua bocca, nell'introduzione al racconto nell'antologia Nebula Award Stories 1965, l'editore Damon Knight sottolinea come la storia non solo ha ricevuto più voti degli altri candidati nella sua categoria, ma che ha ricevuto più voti di tutti gli altri racconti messi insieme.[24]. L'opera sarà anche tra i candidati per il premio Hugo per il miglior racconto breve.[16]
5. ↑  si è aggiudicato il relativo premio su 31 nomination. Apparso per la prima volta nella rivista di fantascienza Galaxy nel dicembre del 1965,[25] scritto nello stesso anno in una singola sessione di sei ore e presentata alla Milford Writer's Workshop il giorno seguente,[26] l'opera vinse il premio Hugo del 1966 e il Prometheus Hall of Fame Award 2015.[27]